# Gymnobela chistikovi
Gymnobela chistikovi é uma espécie de gastrópode do gênero Gymnobela, pertencente a família Raphitomidae.